# Bilder der Befreiung
Bilder der Befreiung (Befrielsesbilleder) aus dem Jahr 1982 ist der erste Langspielfilm des dänischen Regisseurs Lars von Trier. Die Spielszenen bestehen meist aus ereignisarmen Plansequenzen. Von Trier sucht dabei nach einer an Andrei Arsenjewitsch Tarkowski angelehnten Metaphysik, die bis zu Verstümmelungen geht. Die ersten zwei Drittel des Films bestehen aus monochromem Dunkelrot, danach wechselt er zu Farbe. In diesem Dunkelrot gefärbt sind auch die Archivbilder von Straßenszenen, auf denen Bürger während der Befreiung Dänemarks 1945 gewaltsam gegen einzelne Personen vorgehen.

## Handlung
In den letzten Tagen des Zweiten Weltkriegs jubelt die dänische Bevölkerung auf den Straßen über das kommende Ende der deutschen Besatzung. Der deutsche Offizier Leo denkt an seine dänische Geliebte Esther, mit der ihn der Krieg zusammengebracht hat. Sein versprengter Trupp mit Angehörigen unterschiedlicher Ränge hat keine Verbindung zum Kommando mehr. Die Männer halten sich in einer Ruine auf, in der es regnet und Eisenketten herabhängen. Mehrere von ihnen töten sich.
Leo steckt den Lauf seiner Pistole in seinen Mund und drückt ab. Die Waffe enthält keine Kugeln mehr. Er begibt sich in einen nahegelegenen Pavillon. Dort taucht Esther mit einem schwarzen amerikanischen Soldaten auf, mit dem sie sich küsst. Nachdem sie ihn bemerkt hat, macht sie ihm in einer Art Monolog Vorwürfe. Später halten sie sich im Wald auf. Sie erklärt, in seinen Augen sei keine Liebe. Während bewaffnete Dänen ihn mit einem Fangnetz an einem Baum festhalten, nimmt sie ein zugespitztes Stöckchen und sticht ihm beide Augen aus. Daraufhin tappt er durch den Wald und steigt mit verschlossenen Augen in einer Art Himmelfahrt auf. Sie steigt in den Wagen und sinnt.